# 拔釘錘

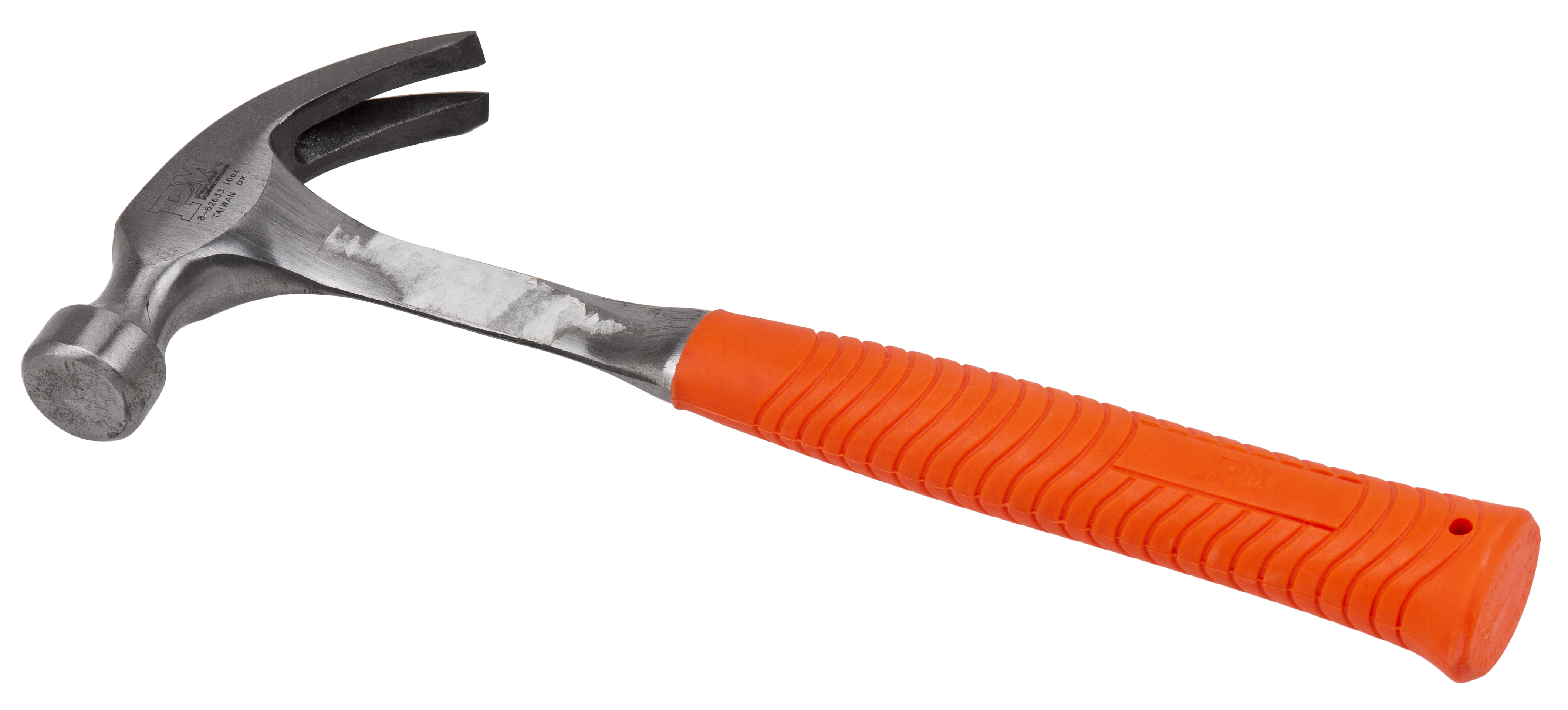
標準拔釘錘

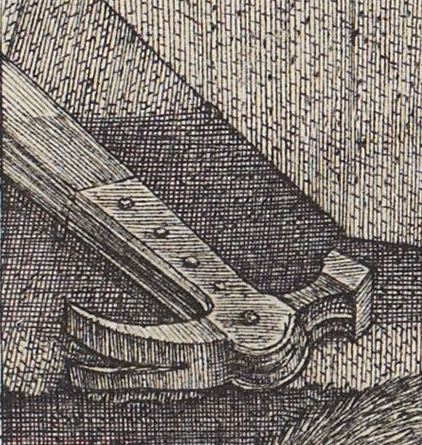
來自Dürer的“Melencolia I”（1514）的16世紀拔釘錘

拔釘錘，又稱「羊角鎚」（英語：Claw hammer（直譯為"爪鎚"）），是主要用於將釘子打入其它物體或從其它物體提取釘子的工具。 通常，拔釘錘與木工相關聯，但不限於與木製品一起使用。 它不適合於在金屬表面上的重錘（例如在機械加工中），因為其頭部的鋼稍微易碎; 球頭鎚更適合這種金屬製品。
早期的拔釘錘被看見在 阿尔布雷希特·丢勒 的蝕刻“Melencolia I”,1514年，在左邊一半。 右下角有幾個釘子。

## 設計
拔釘錘可以說看起來大致像字母“T”，其中手柄是長部分，並且頭部是穿過頂部的看起來像“T”的線。 實際上，錘的頭部不形成直線，而是向下彎曲到錘的爪中。 頭部的一側是平坦的，具有光滑或有紋理的表面，並且用於衝擊另一表面。 頭部的另一側向下彎曲並在中間分裂形成“V”形。 這部分是錘的爪，最常用於從木材中提取釘子。 爪的圓形端與手柄組合用於在拔出釘子時獲得槓桿作用。 

## 類型

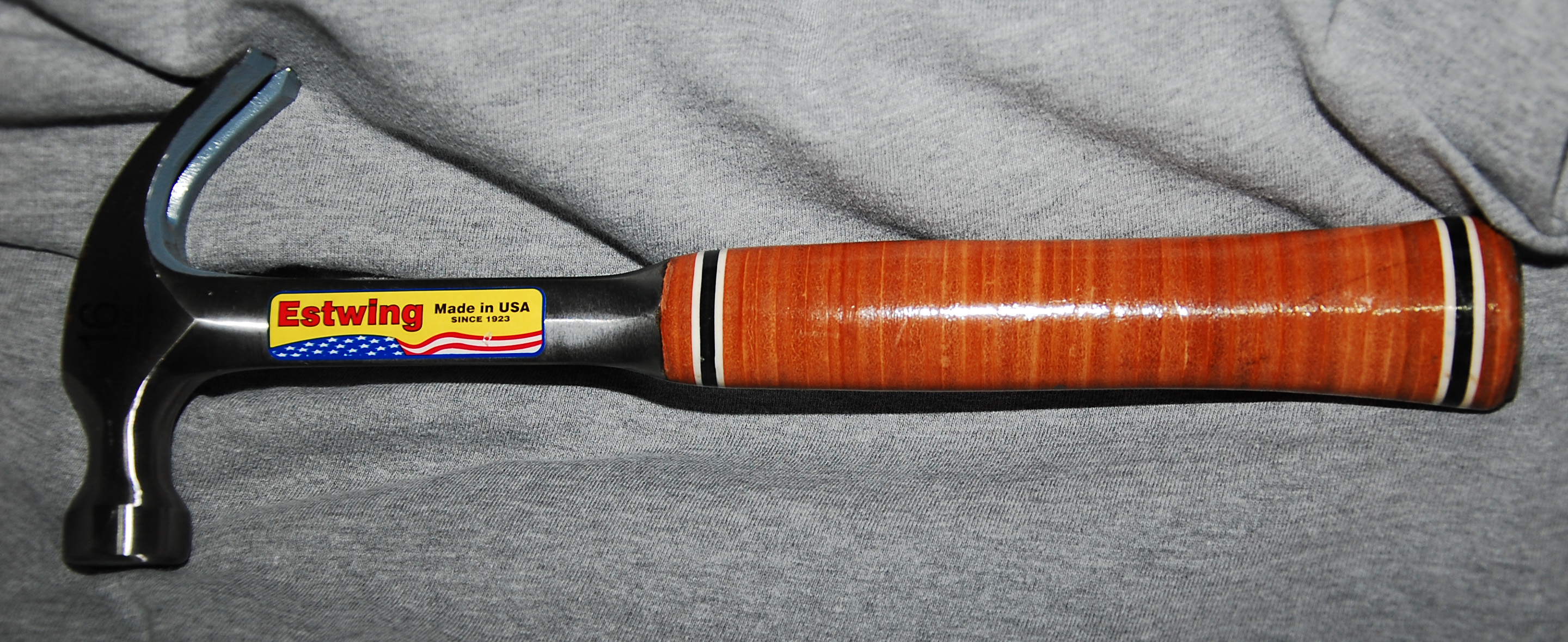
經典Estwing拔釘錘與皮革包裹的句柄

拔釘錘可以多種方式構造，但通常採用兩種形式之一。 第一種，最受歡迎的錘子類型是兩件式錘子。 該錘由具有用於固定手柄的孔的鍛造鋼頭構成。 一端製成為適配鎚頭中的孔，然後將鋼楔推入木材中，這迫使其擴張並將鎚頭固定到手柄。 其他手柄材料包括玻璃纖維甚至碳纖維。
另一種類型的拔釘錘是單件鍛造熱處理鋼，其中頭部和手柄是一體的。 這些錘通常具有聚合物夾具以增加其人體工程學並且在使用錘時減少振動。
另一種類型的拔釘錘是框架錘。 這是一個超大的拔釘錘，用於框架木工。較大和較重的頭部可以減少完全插入釘子所需的打擊次數。框架錘通常具有“方格”面，如果擊打沒有精確地擊打在指甲上，這減少了頭部的跳躍。在粗糙的木工中，方格的臉在木材上留下的微小凹痕被認為是不重要的。 構架錘還具有比常規拔釘錘擁有更加直的爪，因為爪被設計成更多地用於撬釘釘板，而不是去除釘子（儘管其爪也可以以該能力使用）。
這種類型的錘的尺寸通常由其頭部的重量指定，其可以在7-32盎司的範圍內。